# Orene Aiʻi
Orene Aiʻi (ur. 23 września 1979 w Apii) – nowozelandzki rugbysta pochodzenia samoańskiego, uniwersalny zawodnik formacji ataku, reprezentant Nowej Zelandii w rugby 7, pięciokrotny triumfator IRB Sevens World Series, srebrny medalista Pucharu Świata 2005, zwycięzca National Provincial Championship i Super 12.

## Kariera klubowa
W 1992 wziął udział w Roller Mills Rugby Tournament, prestiżowym turnieju dla uczniów szkół podstawowych. Uczęszczał do Otahuhu College, z którym w 1997 roku zwyciężył w szkolnych rozgrywkach w Auckland, wybierany był także do regionalnych i krajowych zespołów w kategorii U-18, otrzymał również indywidualne wyróżnienie dla najlepszego szkolnego gracza regionu.
Na poziomie klubowym związany był z Otahuhu RFC, z którym w 2000 roku zdobył Gallaher Shield – trofeum w rozgrywkach Auckland Rugby Football Union. W rozgrywkach National Provincial Championship zadebiutował w październiku 1998 roku dla Auckland w wygranym spotkaniu z Southland i był to jego jedyny występ w tym sezonie. W regionalnym zespole pozostał do roku 2005, a tym okresie czterokrotnie triumfował on w National Provincial Championship – w latach 1999, 2002, 2003 i 2005. Ai'i brał także udział w mistrzostwach kraju siódemek w 1999 i 2005.
W 1999 roku został ściągnięty za kontuzjowanych zawodników do występującego w rozgrywkach Super 12 zespołu Hurricanes, gdzie zaliczył dwa występy, sezon 2000 zaczął jednak jako zawodnik wyjściowej piętnastki Blues. W 2002 roku związany był z Crusaders, po jednym sezonie powrócił jednak do Blues. Pozostał w jego składzie do roku 2005, a największym sukcesem zespołu był triumf w rozgrywkach Super 12 w sezonie 2003. Pomimo niewielkiej postury, lecz obdarzony szybkością i dobrym czytaniem gry, we wszystkich tych zespołach był wykorzystywany na różnych pozycjach – łącznika młyna, łącznika ataku, skrzydłowego czy obrońcy.
Przeniósł się następnie do Japonii, gdzie przez dwa sezony występował w zespole Toyota Verblitz, w pierwszym z nich plasując się w czołówce zdobywców przyłożeń. Kolejne dwa lata spędził we francuskim RC Toulonnais, gdzie grali wówczas Jerry Collins i Tana Umaga, a w sezonie 2007/2008 awansował z zespołem do Top 14 zostając jednocześnie najlepszym zawodnikiem Pro D2. Ponownie, tym razem na trzy lata, związał się z Toyota Verblitz, w sezonie 2010/2011 będąc ze 178 punktami najskuteczniejszym zawodnikiem ligi.
Powróciwszy do Nowej Zelandii zagrał w 2012 roku trzy spotkania dla lokalnego klubu Kamo Rugby Club i niespodziewanie wskutek kontuzji Garetha Anscombe'a i Michaela Hobbsa otrzymał szansę gry dla Blues. Jego dwa mecze w tym sezonie podniosły bilans występów dla tej franszyzy do 32, w których zdobył 69 punktów. Drużyna Auckland nie skorzystała z jego usług, toteż Ai'i w ITM Cup 2012 reprezentował region Northland. Rok później znalazł się jednak w składzie Auckland na ITM Cup 2013, z zespołem rugby 7 występował natomiast w New Zealand National Rugby Sevens Tournament edycji 2013 i 2014, w Singapurze oraz na londyńskim turnieju World Club Sevens, w którym dotarł do finału. W latach 2013–2014 na poziomie klubowym grał dla College Rifles RFC, zaś w kolejnych w USA w zespołach Life West Gladiators i San Francisco.
W rozmaitych turniejach reprezentował też zespoły: nigeryjski Racing Club of Lagos, malezyjski Sabah Eagles czy zaproszeniowy Asia Pacific Barbarians.

## Kariera reprezentacyjna
Ai'i reprezentował Nową Zelandię w kategoriach juniorskich – U-18 w 1997 roku, U-19 w latach 1997–1998 oraz w U-21. Z tą ostatnią występował w latach 1998–2000 w mistrzostwach świata, triumfując w edycji 2000.
Z reprezentacją Samoa wystąpił w turnieju rugby 7 na Igrzyskach Wspólnoty Narodów 1998, jednak już w następnym roku w Hong Kong Sevens grał w nowozelandzkiej kadrze. Reprezentacyjną karierę zakończył w 2005 roku, a na swoim koncie zapisał pięć triumfów w klasyfikacji generalnej IRB Sevens World Series i 656 punktów w tych rozgrywkach. Był też w składzie na rozegrany w Hongkongu Puchar Świata 2005, na którym Nowozelandczycy zajęli drugą pozycję, cztery lata wcześniej nie wziął jednak udziału w tym turnieju.
Otrzymał wyróżnienia dla najlepszego zawodnika Dubai Sevens 1999, South Africa Sevens 2001, Nowej Zelandii w 1999 roku oraz na świecie w roku 2005.
Z Nową Zelandią A udał się w roku 2000 na tournée do Europy, jednak nigdy nie zagrał dla All Blacks. W 2013 roku wystąpił natomiast w barwach Classic All Blacks w meczu z Fidżi.

## Kariera trenerska
W roku 2014 był grającym trenerem w klubie College Rifles RFC, trenował także zespoły rugby siedmioosobowego. Był także asystentem szkoleniowca samoańskiej reprezentacji U-20 podczas Mistrzostw Świata Juniorów 2014.